# Parc transfronterer del Gran Limpopo
Parc Transfronterer del Gran Limpopo és un parc de la pau de 37.572 km² que es troba en procés de formació. Unirà el Parc Nacional de Limpopo (abans conegut com a Coutada 16) a Moçambic, el Parc Nacional Kruger a Sud-àfrica, el Parc Nacional de Gonarezhou, Manjinji Pa Santuari i l'àrea de Safari de Malipati a Zimbàbue, així com l'àrea entre els parcs nacionals de Kruger i de Gonarezhou, les terres comunals de Sengwe a Zimbàbue i la regió Makuleke a Sud-àfrica.
L'Acord de Skukuza signat l'any 2000 va concretar la intenció de les tres nacions d'establir i desenvolupar un parc transfronterer i una àrea de conservació circumdant que, en aquell moment, encara es deia GKG TFCA.
Està prevista l'ampliació a una segona fase que faria arribar el parc a uns 100.000 km².
Tot i els èxits, el Parc Transfronterer del Gran Limpopo s'enfronta a reptes com ara la pressió sobre els recursos naturals, la presència de la caça furtiva i els conflictes humans-vida silvestre. No obstant això, també ofereix grans oportunitats per a la conservació, el desenvolupament sostenible i la preservació del patrimoni natural i cultural de la regió.

## Parc transfronterer
Les definicions varien, però essencialment un parc transfronterer és aquell on les autoritats responsables d'àrees on la conservació de la fauna i flora silvestres, i que limiten entre si a través de les fronteres internacionals, acorden formalment gestionar aquestes zones com a unitat integrada segons un pla de gestió racionalitzat. Aquestes autoritats també es comprometen a eliminar totes les barreres humanes dins del Parc Transfronterer perquè els animals puguin circular lliurement.
Lleugerament diferent una zona de conservació transfronterera sol referir-se a una regió transfronterera on les diferents zones de conservació, com ara les reserves privades de caça, les zones comunals de gestió de recursos naturals i fins i tot les concessions de caça. Tanques, carreteres principals, línies de ferrocarril o altres barreres poden separar les diferents parts. Això no obstant, són limítrofs i es gestionen per a un ús sostenible a llarg termini dels recursos naturals, encara que la lliure circulació dels mateixos es realitza a través dels mitjans de comunicació.
dels recursos naturals a llarg termini, encara que no és possible la lliure circulació d'animals entre les diferents parts.

## Història
El Gran Parc Transfronterer del Gran Limpopo va començar amb una reunió entre el president Joaquim Chissano de Moçambic i el president del Fons Mundial per a la Naturalesa (Sud-àfrica) el 1990. El 1991, el govern moçambiquès va utilitzar els fons posats a disposició pel Fons Mundial per a la Naturalesa per a estudis de viabilitat cap a la implementació d'un projecte pilot del PTGL. Els Acords de Pau de 1992 a Moçambic i les eleccions democràtiques a Sud-àfrica el 1994 van obrir el camí perquè els processos polítics avancessin cap a fer realitat aquesta idea. Els estudis de viabilitat iniciats pel Banc Mundial van culminar en un projecte pilot que es va llançar amb finançament del Fons Mundial per a la Naturalesa el 1996.
El concepte del Parc Transfronterer del Gran Limpopo va sorgir a finals del segle XX com una iniciativa per connectar i protegir les àrees de conservació existents a Sud-àfrica, Moçambic i Zimbabwe. Aquesta regió és rica en biodiversitat i alberga una gran varietat d'espècies úniques de flora i fauna. El memoràndum d'entesa per a la creació del parc de la pau, conegut com l'Acord de Skukuza, va ser signat el 10 de novembre del 2000 com Parc Transfronterer de Gaza-Kruger-Gonarezhou. Després de la signatura de l'Acord de Skukuza, es van realitzar esforços per establir les bases legals, institucionals i financeres necessàries per al parc. Això va incloure la identificació de les àrees clau de conservació, la creació d'organismes de gestió conjunta i la recaptació de fons per al desenvolupament i la conservació.
A l'octubre del 2001 es va canviar el nom al de Parc Transfronterer del Gran Limpopo. Pel cinquè Congrés Mundial de Parcs, celebrat a Durban, Sud-àfrica, el 2003 el tractat no havia estat ratificat a Moçambic ni Zimbàbue.
Les tanques entre els parcs van començar a retirar-se permetent que els animals poguessin seguir les seves rutes migratòries tradicionals, que havien estat bloquejades a causa de les fronteres polítiques.
El 4 d'octubre del 2001 els primers 40 elefants (incloent 4 famílies) d'un total de 1.000 van ser traslladades des del superpoblat Parc Nacional Kruger al devastat per la guerra Parc Nacional de Limpopo. Comportà 2 anys i mig per completar la transmigració.
El nou lloc fronterer de Giriyondo entre Sud-àfrica i Moçambic es van iniciar el març de 2004.
El 2013 va haver-hi un acte bilateral, per la posada en marxa de la temporada turística pels ministres de turisme de Moçambic i Sud-àfrica.
Hi ha nous plans que haurien d'augmentar la grandària del parc de 99.800 km².

## Objectius
Els objectius estratègics del GLTP (de l'anglès, Great Limpopo Transfrontier Park) establerts al Tractat Internacional que el va crear són
- Fomentar la col·laboració i la cooperació transnacional entre les parts, cosa que facilitarà una gestió eficaç dels ecosistemes a la zona que comprèn el GLTP.
- Promoure aliances en la gestió dels recursos naturals biològics fomentant les associacions socioeconòmiques i d'altres tipus entre les parts, inclosos el sector privat, les comunitats locals i les organitzacions no governamentals.
- Millorar la integritat dels ecosistemes i els processos ecològics naturals harmonitzant els procediments de gestió mediambiental a través de les fronteres internacionals i esforçant-se per eliminar les barreres artificials que impedeixen el moviment natural de la fauna.
- Facilitar l'establiment i manteniment d'una base econòmica subregional sostenible mitjançant marcs de desenvolupament, estratègies i plans de treball adequats.
- Desenvolupar l'ecoturisme transfronterer com a mitjà per fomentar el desenvolupament socioeconòmic regional.
- Establir mecanismes que facilitin l'intercanvi d'informació tècnica, científica i jurídica per a la gestió conjunta de l'ecosistema.

## El Parc inclourà
- El Parc transfronterer del Gran Limpopo
  - Parc Nacional Kruger al voltant 18.989 km² (incloses les granges de caça privades que són signatàries de l'Acord de Cooperació Transfronterera del Gran Limpopo (GLTFCA), per exemple, la Reserva de Caça Mjejane.[6])
  - La regió de Makuleke vegeu també: Makuleke (tribe), i Makuleke al voltant 240 km²
  - Parc Nacional de Limpopo (Moçambic) al voltant de 10.000 km²
  - Parc Nacional de Banhine (Moçambic) al voltant de 7.000 km²
  - Parc Nacional de Zinave (Moçambic) al voltant de 6.000 km²
  - Reserva d'elefants de Maputo (Moçambic) al voltant de 700 km²
  - Parc Nacional de Gonarezhou (Zimbàbue) al voltant 5.053 km²
  - Manjinji Pan Sanctuary (Zimbàbue)
  - Malipati Safari Area (Zimbàbue)
  - Sengwe Safari Area (Zimbàbue)

## Medi ambient i biodiversitat
El Parc transfronterer del Gran Limpop correspon a l'ecoregió de la sabana arbrada de mopane del Zambeze. Els canons del parc Kruger han estat nomenats Reserva de la Biosfera per la Unesco.

### Biodiversitat
El Parc Transfronterer del Gran Limpopo és una àrea d'una biodiversitat excepcional amb una gran varietat d'espècies vegetals i animals. Aquest parc, que abasta regions de Sud-àfrica, Moçambic i Zimbabwe, forma part d'una àrea protegida més àmplia i ofereix un hàbitat natural per a moltes espècies úniques i amenaçades. Originàriament, el parc era un hàbitat freqüentat pel gos salvatge del Cap (Lycaon pictus pictus), l'espècie va estar en perill d'extinció fins a la seva reaparició l'any 2010. El vincle transfronterer establert entre els parcs nacionals ha afavorit aquest retorn. Víctima en diverses ocasions de la caça furtiva per la gran quantitat d'animals, el parc continua sent atractiu i captivador per als turistes que el freqüenten. Els cinc grans animals, agrupats sota el terme Big Five lleons, elefants, lleopards, rinoceronts i búfals es troben en abundància al parc, juntament amb girafes, hipopòtams, zebres, nyus, guepards i hienes.

### Fauna
Aquest parc compta amb una gran gamma de vida silvestre, incloses 147 espècies de mamífers com l'elefant africà, el rinoceront blanc,la girafa, el nyu blau,el lleopard,el lleó,el guepard,la mangosta i la hiena tacada.
El parc compta amb uns 300 gossos salvatges, 10.000 Rinoceronts blancs, 300 Rinoceronts negres que n'és la segona major població del món, aquestes dues espècies estan creixent sostingudament i incrementant les seves oportunitats tant a Moçambic com a Zimbàbue.
Altres poblacions importants de mamífers són 1.500 lleons, 2.000 hienes tacades, 13-15.000 elefants, 32.000 zebra de Burchell, 2.200 hipopòtams, 5.000 girafes, 1.500 senglars, 17.000 Búfals africans, 3.500 Cudú gros, 1.500 Antilops aquàtics, 14.000 nyu blau i més de 100.000 impales.
Hi ha unes 505 espècies d'ocells al parc Kruger i un petit nombre addicional als altres parcs de Moçambic i Zimbàbue.
Fins a 116 espècies de rèptils es troben al parc, entre elles en destaquen les quasi endèmiques Nucras caesicaudata, Monopeltis decosteri.

### Conservació
Les matances massives, la caça de trofeus i les invasions de pagesos i pastors han minvat totes les espècies importants de mamífers i rèptils, així com diverses espècies d'aus del param. No obstant això, els governs sud-africà i zimbabuès han reservat vastes extensions de veld com a reserves de vida silvestre. Els esforços de conservació de la fauna al sud d'Àfrica han estat afavorits per la creació del Parc Transfronterer del Gran Limpopo. El lleó, el lleopard, el guepard, la girafa, l'elefant, el hipopòtam, l'oryx, el kudú, l'eland, l'antílop sabre i l'antílop ruà només sobreviuen en aquestes zones protegides o prop d'elles. Els mamífers més petits, la majoria dels rèptils i gairebé totes les aus -excepte l'estruç, que ha estat pràcticament eliminat de la sabana- encara es troben en estat salvatge.

## Turisme
Cada parc dins del PTGL ofereix el seu propi producte turístic únic, des de les excepcionals oportunitats d'observació de fauna al Parc Nacional Kruger (PNK) fins als camps més tranquils i les aventures 4x4 a la natura salvatge del Parc Nacional Limpopo (PNL) o del Parc Nacional Gonarezhou (PNG), que destaquen pels magnífics Penya-segats de Shingwedzi i Chilojo, respectivament. Actualment, s'estan desenvolupant diversos productes turístics del PTGL, incloent-hi el Ral·li d'Aventura dels Penya-segats de Shingwedzi entre el PNK i el PNL, així com rutes 4x4 que connecten els tres parcs.

### Allotjament
Concessió privada: Machampane Wilderness Camp, campament de tendes de campanya de luxe de 10 llits situat a la vora del riu Machampane. Especialitzat en safaris a peu.
També hi ha dues infraestructures més disponibles: Aguia Pesqueira Camp, format per xalets i infraestructures d'acampada, i Albufeira, també format per xalets i instal·lacions per a campistes.

### Tours i rutes de senderisme
- Sender ecològic Shingwedzi 4×4: sender 4×4 totalment autònom. Comença al lloc de pícnic de Pafuri al Parc Nacional Kruger, entra a Moçambic pel lloc fronterer de Pafuri i passa pel Parc Nacional de Limpopo, la zona del Gran Parc Transfronterer de Moçambic situada a Moçambic, a les conques i a la riba del riu.

- Ruta en canoa/caiac de Rio Elefantes: baixada de tres dies pel riu Elefantes (riu Olifants) des de la seva confluència amb el Shingwedzi fins a la seva confluència amb el Limpopo. Càmping salvatge al costat del riu en campaments rústics. Guiat, totalment atès i transportat.

- Palarangala Wilderness Trail: tres nits d'acampada en un campament rústic i dies dedicats a explorar la natura verge i rica en caça del veí parc nacional Kruger. Guiat i amb total supot.

- Ruta de senderisme Lebombo: ruta de tres nits i quatre dies dedicada a fer senderisme a la natura verge i a l'observació d'aus i caça. Totalment recolzat amb allotjament en campaments rústics. Guiat, totalment atès i transportat.

- Ruta de senderisme i pesca de la Congosta d'Elefantes: ruta autoguiada de tres nits i quatre dies, recorrent l'altiplà de Lebombos, acampada salvatge i pesca a la vora de la presa de Massingir; important caldo de cultiu del cocodril del Nil.[11]

## Galeria

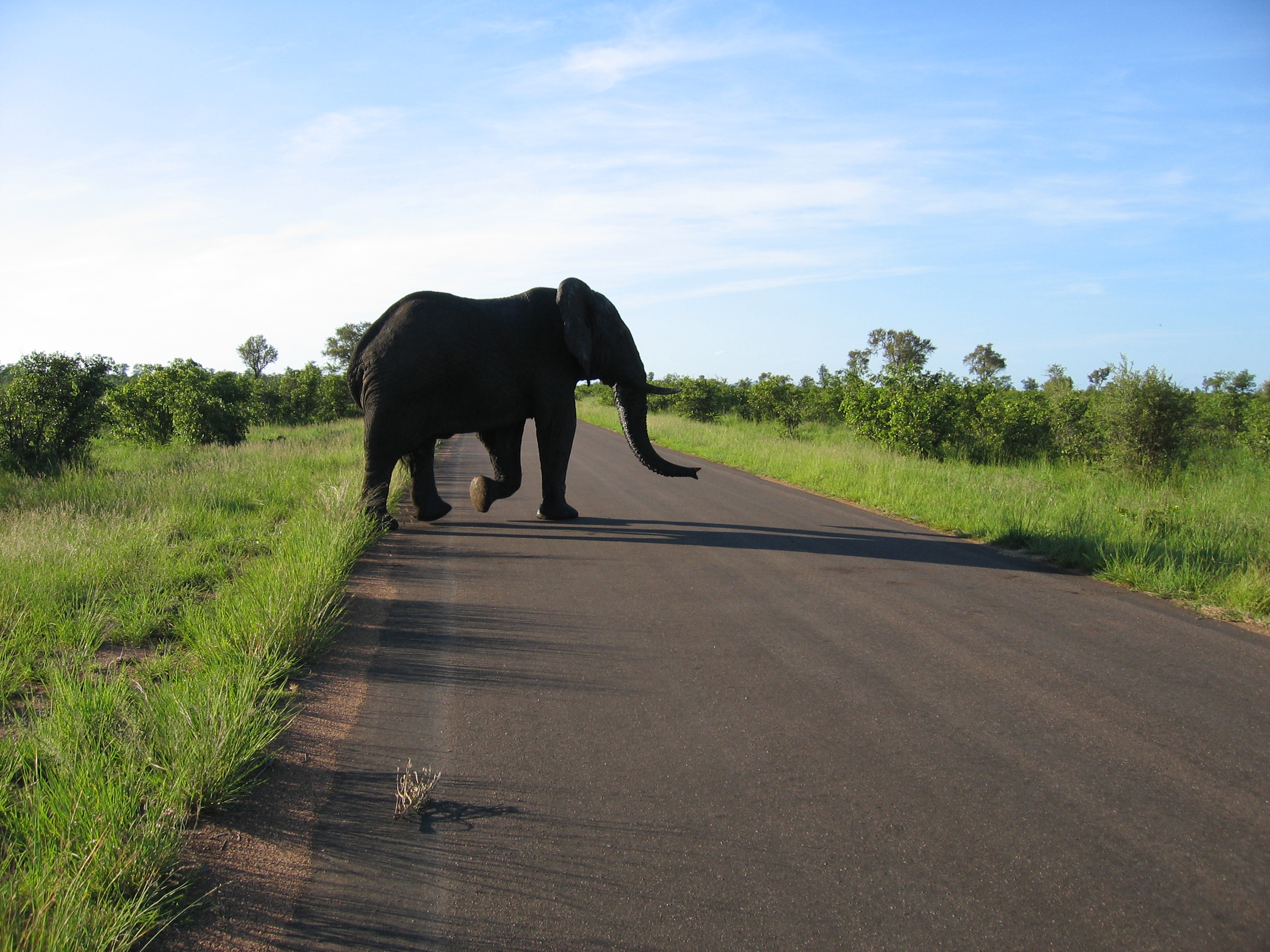
Elefant creuant la carretera al Parc Nacional Kruger.
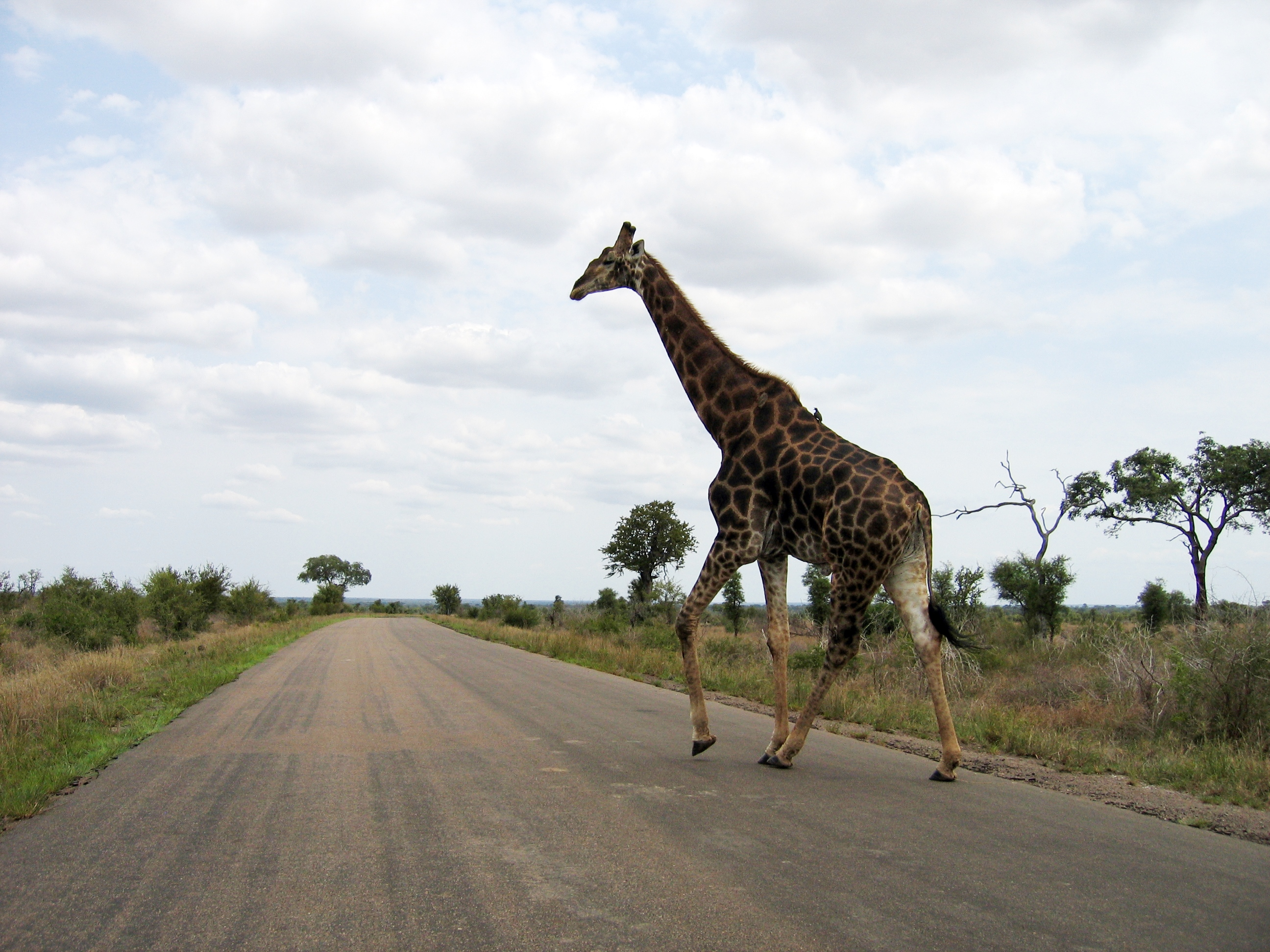
Un ocell (mira amb atenció) muntant una girafa al parc nacional de Kruger.
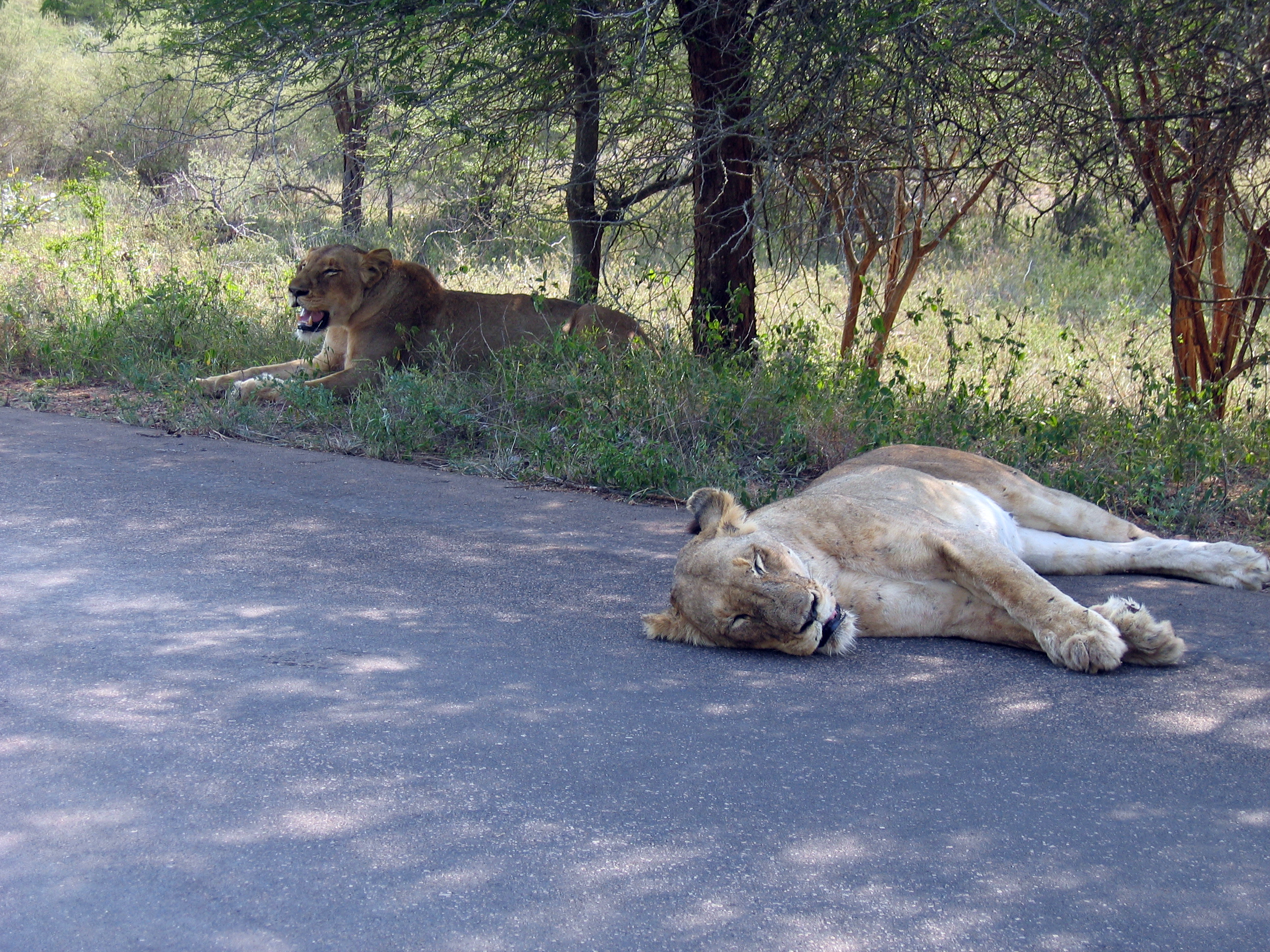
Dues lleones descansant després d'una caça sense èxit al Parc Nacional Kruger
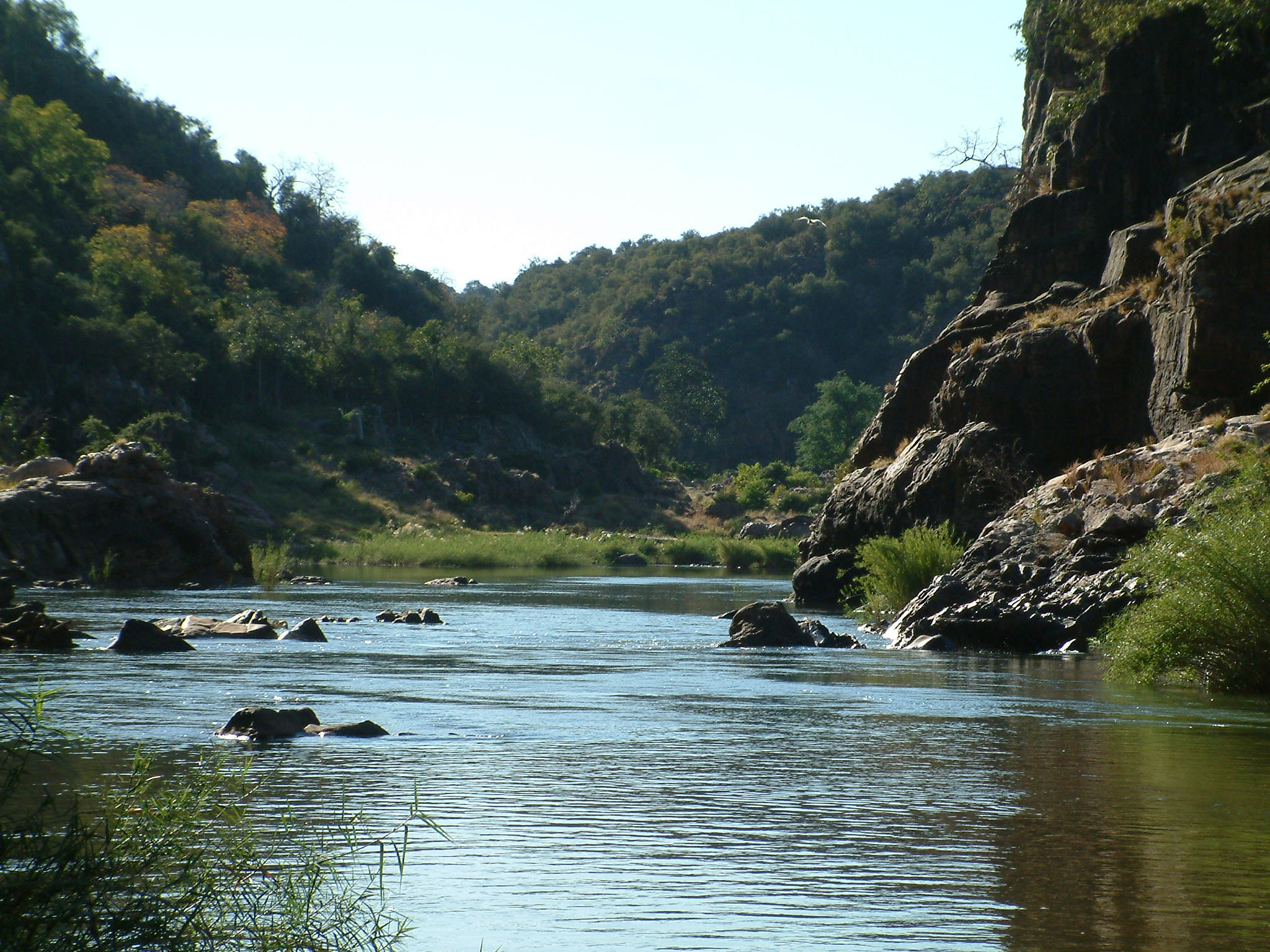
El canó profund del Riu Luvuvhu al congost de Lanner al Makuleke